# Linkenheim-Hochstetten
Linkenheim-Hochstetten é um município da Alemanha, no distrito de Karlsruhe, na região administrativa de Karlsruhe, estado de Baden-Württemberg.

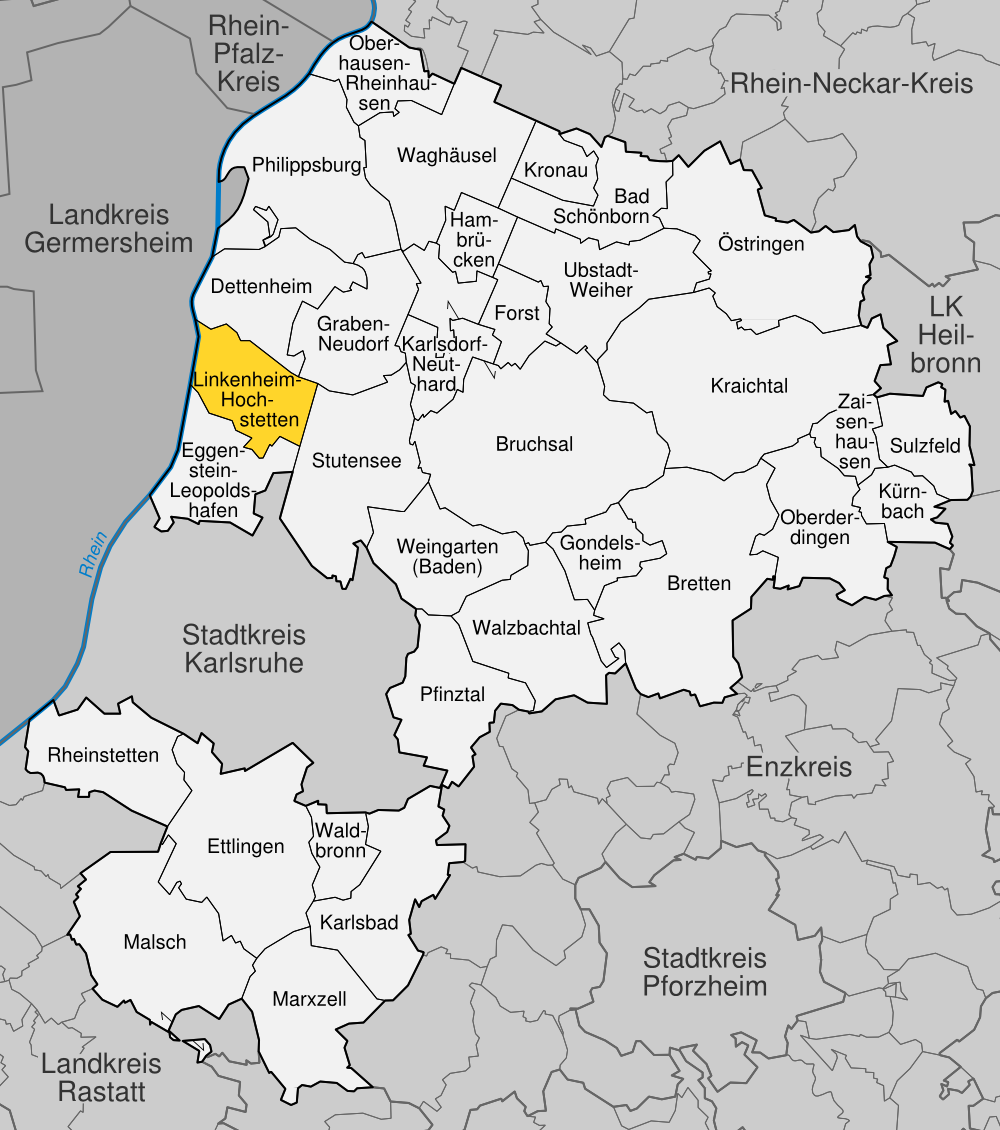
Linkenheim-Hochstetten no distrito de Karlsruhe